# 六反勇治
六反 勇治（ろくたん ゆうじ、1987年4月10日 - ）は、鹿児島県霧島市 出身のプロサッカー選手。Jリーグ・藤枝MYFC所属。ポジションはゴールキーパー。元日本代表。

## 来歴

### プロ入り前～アビスパ福岡
幼少時にサッカーを始め、熊本国府高校時代に本格的にゴールキーパーに転向。両親とも教師という家庭に育ち自身も教師となるため大学進学を考えていたが、Jクラブの練習に参加するうちにプロ入りへの意欲を持つようになり、2006年にアビスパ福岡に加入。
福岡に加入して4年目、2009年9月2日のJ2第37節ファジアーノ岡山戦でJリーグ初出場。それまで正GKだった吉田宗弘から定位置を奪い、このシーズンは15試合に出場した。
2010年も開幕戦から第7節まで先発出場。その後は長期の負傷から復帰した神山竜一の控えに回った。
クラブがJ1に昇格した2011年、当初は神山の控えとしてベンチに座っていたが、シーズン途中からは六反が正GKとしてJ1リーグ戦17試合に出場した。しかしシーズン終盤は負傷により戦列を離れ、チームも1年でJ2降格となった。

### 横浜F・マリノス
2012年、横浜F・マリノスに完全移籍。2013年、第1GKである榎本哲也の負傷によりJ1リーグ戦2試合に出場。しかし、榎本と飯倉大樹の壁は厚く、横浜FMに在籍した3年間でリーグ戦の出場はこの2試合に留まった。

### ベガルタ仙台
2015年、ベガルタ仙台に完全移籍。リーグ開幕戦は関憲太郎に正GKを譲った ものの、移籍後初出場となった3月18日のナビスコ杯・横浜FM戦では伊藤翔のPKを止めるなど無失点勝利に貢献。以降は関からポジションを奪い、残りのリーグ戦32試合すべてでスタメン起用された。また、同年5月には日本代表候補トレーニングキャンプメンバーに初招集されると、7月には東アジアカップ2015代表メンバーに追加招集され、初のA代表入りを果たした。2016年は開幕スタメンを勝ち取ったものの、1st第2節のFC東京戦で負傷し離脱。その後復帰したが、2ndステージは関にポジションを奪われ、結局この年はリーグ戦13試合の出場に留まった。

### 清水エスパルス
2017年、清水エスパルスに完全移籍。同年は開幕戦から先発出場を続け、リーグ戦全34試合にフルタイム出場を果たした。
2018年11月24日、J1第33節・ヴィッセル神戸戦で、スコア2-3の後半90+14分に清水がCKを得た場面で相手ペナルティエリアまで上がると、キッカーの石毛秀樹が蹴ったボールにヘディングで合わせ、同点弾となるゴールを挙げた。J1リーグでのGKによる得点は、1996年11月9日に田北雄気（浦和レッズ）が横浜フリューゲルス戦でPKにより記録して以来、22年ぶり2人目、Jリーグ全体でも9人目の快挙であった。ナビスコカップやJ2、J3、J1昇格プレーオフなどでもGKによるゴールが記録されたが、J1では22年間例がなかった。昨シーズンに引き続きリーグ戦全試合出場を果たした。
2019年も開幕から第10節までは先発出場を続けていたが、6月の練習中に左足甲を負傷し離脱。西部洋平・大久保択生にポジションを奪われ、8月に改めてオーバートレーニング症候群と診断され、シーズン中の復帰は絶望となった。10月末からは清水に籍は置いたまま、藤枝MYFCでトレーニングを行った。

### 横浜FC
2020年、清水エスパルスより横浜FCに期限付き移籍で加入。
開幕スタメンを勝ち取るなどと即レギュラーに定着したが、ベテラン南雄太もまだ健在であり、ポジション争いを繰り広げた。出場数は南を上回るなどと、横浜の勝利に大きく貢献した。
2020年12月23日、横浜FCに完全移籍することが発表された。この年も開幕スタメンに抜擢されたが、5失点と不調なスタートを切り、以降は南や若手の市川暉記とポジションを争いながら出場を続けていたが、夏にオリンピックドイツ代表のスベンド・ブローダーセンが加入すると一気に出場が限られポジションを奪われる形となり、セカンドキーパーに降格した。2023年は出場はなかった。

### FC琉球
2024年1月6日、FC琉球に期限付き移籍が発表された。

### 藤枝MYFC
2025年、藤枝MYFCに完全移籍。

## 人物・エピソード
- 「僕の知識の9割は本からです」と話すほどの読書家で、キャンプ中でも読書を欠かさない[2]。「ゴールキーパーとして見方は多い方が良い」という考え方から、ジャンルに捉われず多くの本を読む。
- 横浜FM時代には、毎日のように居残りで元日本代表・中村俊輔のシュート練習に対応し技術を磨いた[31]。その中村には、初対戦となった2015年の2nd第13節 (同年10月3日) で、直接フリーキックを決められている[32]。
- 横浜FMを退団する際に「キーパーは出場機会が限られているポジションです。今年はいつもよりも2割り増しでいいので、椋大、潤人を応援してあげてください」と、共に当時同僚であったGK鈴木椋大、田口潤人を気遣う優しさを見せた[13]。
- 2015年5月16日のJ1リーグ1stステージ第12節・新潟戦で、味方の茂木駿佑に注意した際の一連の言動が、主審の佐藤隆治によって反スポーツ的行為と見なされ、警告を受けた。味方選手に対する反スポーツ的行為での警告は珍しいことではあるが、六反は「（茂木の）成長のためと思えば、安いもんですよ」と答えている[33]。

## 所属クラブ
- スパイダ加治木（隼人町立小浜小学校）
- ディアマントFC（隼人町立隼人中学校）
- 鹿屋市立田崎中学校
- 熊本国府高等学校
- 2006年 - 2011年  アビスパ福岡
- 2012年 - 2014年  横浜F・マリノス
- 2015年 - 2016年  ベガルタ仙台
- 2017年 - 2020年  清水エスパルス
  - 2020年  横浜FC（期限付き移籍）
- 2021年 - 2024年  横浜FC
  - 2024年  FC琉球（期限付き移籍）
- 2025年 - 藤枝MYFC

## 個人成績
| 国内大会個人成績 | 国内大会個人成績 | 国内大会個人成績 | 国内大会個人成績 | 国内大会個人成績 | 国内大会個人成績 | 国内大会個人成績 | 国内大会個人成績 | 国内大会個人成績 | 国内大会個人成績 | 国内大会個人成績 | 国内大会個人成績 |
| 年度             | クラブ           | 背番号           | リーグ           | リーグ戦         | リーグ戦         | リーグ杯         | リーグ杯         | オープン杯       | オープン杯       | 期間通算         | 期間通算         |
| 年度             | クラブ           | 背番号           | リーグ           | 出場             | 得点             | 出場             | 得点             | 出場             | 得点             | 出場             | 得点             |
| 日本             | 日本             | 日本             | 日本             | リーグ戦         | リーグ戦         | リーグ杯         | リーグ杯         | 天皇杯           | 天皇杯           | 期間通算         | 期間通算         |
| ---------------- | ---------------- | ---------------- | ---------------- | ---------------- | ---------------- | ---------------- | ---------------- | ---------------- | ---------------- | ---------------- | ---------------- |
| 2006             | 福岡             | 30               | J1               | 0                | 0                | 0                | 0                | 0                | 0                | 0                | 0                |
| 2007             | 福岡             | 30               | J2               | 0                | 0                | -                | -                | 0                | 0                | 0                | 0                |
| 2008             | 福岡             | 23               | J2               | 0                | 0                | -                | -                | 0                | 0                | 0                | 0                |
| 2009             | 福岡             | 23               | J2               | 15               | 0                | -                | -                | 1                | 0                | 16               | 0                |
| 2010             | 福岡             | 23               | J2               | 8                | 0                | -                | -                | 2                | 0                | 10               | 0                |
| 2011             | 福岡             | 23               | J1               | 17               | 0                | 0                | 0                | 0                | 0                | 17               | 0                |
| 2012             | 横浜FM           | 30               | J1               | 0                | 0                | 1                | 0                | 1                | 0                | 2                | 0                |
| 2013             | 横浜FM           | 30               | J1               | 2                | 0                | 2                | 0                | 1                | 0                | 5                | 0                |
| 2014             | 横浜FM           | 30               | J1               | 0                | 0                | 0                | 0                | 2                | 0                | 2                | 0                |
| 2015             | 仙台             | 1                | J1               | 32               | 0                | 2                | 0                | 1                | 0                | 35               | 0                |
| 2016             | 仙台             | 1                | J1               | 13               | 0                | 1                | 0                | 0                | 0                | 14               | 0                |
| 2017             | 清水             | 13               | J1               | 34               | 0                | 0                | 0                | 1                | 0                | 35               | 0                |
| 2018             | 清水             | 13               | J1               | 34               | 1                | 0                | 0                | 0                | 0                | 34               | 1                |
| 2019             | 清水             | 13               | J1               | 10               | 0                | 2                | 0                | 0                | 0                | 12               | 0                |
| 2020             | 横浜FC           | 44               | J1               | 23               | 0                | 1                | 0                | -                | -                | 24               | 0                |
| 2021             | 横浜FC           | 44               | J1               | 10               | 0                | 2                | 0                | 1                | 0                | 13               | 0                |
| 2022             | 横浜FC           | 44               | J2               | 5                | 0                | -                | -                | 1                | 0                | 6                | 0                |
| 2023             | 横浜FC           | 44               | J1               | 0                | 0                | 0                | 0                | 0                | 0                | 0                | 0                |
| 2024             | 琉球             | 1                | J3               | 5                | 0                | 0                | 0                | -                | -                | 5                | 0                |
| 2025             | 藤枝             | 1                | J2               |                  |                  |                  |                  |                  |                  |                  |                  |
| 通算             | 日本             | 日本             | J1               | 175              | 1                | 11               | 0                | 7                | 0                | 193              | 1                |
| 通算             | 日本             | 日本             | J2               | 28               | 0                | -                | -                | 4                | 0                | 32               | 0                |
| 通算             | 日本             | 日本             | J3               | 5                | 0                | 0                | 0                | 0                | 0                | 5                | 0                |
| 総通算           | 総通算           | 総通算           | 総通算           | 208              | 1                | 11               | 0                | 11               | 0                | 230              | 1                |

| 国際大会個人成績 | 国際大会個人成績 | 国際大会個人成績 | 国際大会個人成績 | 国際大会個人成績 |
| 年度             | クラブ           | 背番号           | 出場             | 得点             |
| AFC              | AFC              | AFC              | ACL              | ACL              |
| ---------------- | ---------------- | ---------------- | ---------------- | ---------------- |
| 2014             | 横浜FM           | 30               | 0                | 0                |
| 通算             | AFC              | AFC              | 0                | 0                |

- Jリーグ初出場 - 2009年9月2日 J2 第37節 対ファジアーノ岡山戦 (桃太郎スタジアム)
- Jリーグ初得点 - 2018年11月24日 J1 第33節 対ヴィッセル神戸戦 (IAIスタジアム日本平)

## タイトル

### クラブ
横浜F・マリノス
天皇杯 JFA 全日本サッカー選手権大会（2013年）

## 代表・選抜歴
- 熊本県選抜（2004年 - 2005年）
- U-20日本代表候補（2007年）
- 日本代表（2015年）
  - 東アジアカップ2015
  - 2018 FIFAワールドカップ・アジア2次予選

## 出演

### MV
- 岡野昭仁「光あれ」（2021年）[34]